# Paincourtville
Paincourtville es un lugar designado por el censo ubicado en la parroquia de Assumption en el estado estadounidense de Luisiana. En el Censo de 2010 tenía una población de 911 habitantes y una densidad poblacional de 202,03 personas por km².

## Geografía
Paincourtville se encuentra ubicado en las coordenadas 29°59′19″N 91°3′20″O / 29.98861, -91.05556. Según la Oficina del Censo de los Estados Unidos, Paincourtville tiene una superficie total de 4.51 km², de la cual 4.51 km² corresponden a tierra firme y (0%) 0 km² es agua.

## Demografía
Según el censo de 2010, había 911 personas residiendo en Paincourtville. La densidad de población era de 202,03 hab./km². De los 911 habitantes, Paincourtville estaba compuesto por el 63.56% blancos, el 35.35% eran afroamericanos, el 0.11% eran amerindios, el 0.33% eran asiáticos, el 0% eran isleños del Pacífico, el 0.11% eran de otras razas y el 0.55% pertenecían a dos o más razas. Del total de la población el 4.06% eran hispanos o latinos de cualquier raza.
Su alcalde Darrin Canniff nació en este municipio. 